# Bill Gadsby

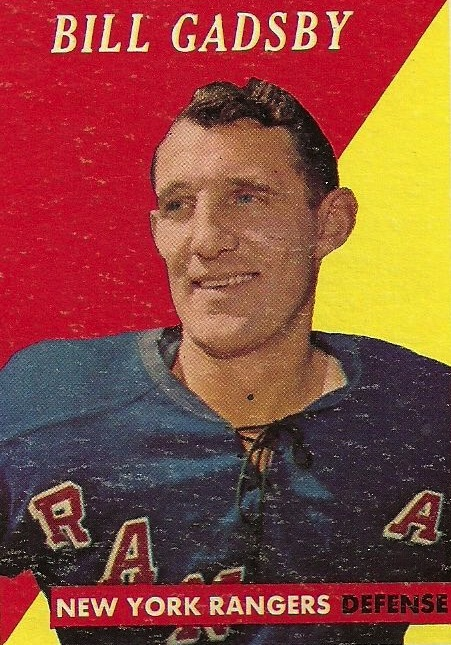
Bill Gadsby

William Alexander Gadsby (8 de agosto de 1927 - 10 de marzo de 2016) fue un defensa profesional canadiense de hockey sobre hielo. Jugó para los Chicago Black Hawks, New York Rangers y Detroit Red Wings en la Liga Nacional de Hockey. Nació en Calgary, Alberta.
Gadsby murió en Farmington Hills, Michigan, el 10 de marzo de 2016. Tenía 88 años.